# Альберти, Пётр Филиппович
Пётр Фили́ппович Альбе́рти (25 ноября 1913, Астрахань, Российская империя — 7 октября 1994, Санкт-Петербург, Российская Федерация) — советский художник, живописец, член Санкт-Петербургского Союза художников (до 1992 года — Ленинградской организации Союза художников РСФСР).

## Биография
Пётр Филиппович Альберти родился 25 ноября 1913 года в Астрахани в семье железнодорожного служащего. В 1927 г. поступил в Астраханское художественное училище, занимался у известного художника и педагога Павла Алексеевича Власова, учениками которого были Б. М. Кустодиев и И. С. Горюшкин-Сорокопудов.
В 1932 г. Альберти окончил училище с присвоением квалификации художника-педагога и по рекомендации П. А. Власова уехал для продолжения учёбы в Ленинград, где поступил на подготовительные курсы при Всероссийской Академии художеств. В 1935 г. был переведён на первый курс отделения живописи Ленинградского института живописи, скульптуры и архитектуры, где занимался до 1936 года, после чего оставил занятия и поступил на работу в Ленизо. В 1938 г. женился на художнице Валентине Ивановне Беловой (умерла в 1955 году).
В 1941 году Альберти добровольцем уходит на фронт. С 30 октября 1941 года по 9 мая 1945 года в качестве рядового бойца 267 запасного стрелкового полка Ленинградского фронта участвовал в боях под Ленинградом, в освобождении Прибалтики. В бою 20 сентября 1944 года был тяжело ранен, находился на излечении в Ленинграде в военном эвакогоспитале № 991 по 8 декабря 1944 года. Награждён медалями «За отвагу» (№ 2764176), «За оборону Ленинграда» (№ З 34331), «За победу над Германией». В 1945 году после демобилизации вернулся к работе в Ленизо.

## Творчество
С 1951 года П. Альберти участвовал в выставках, экспонируя свои работы вместе с произведениями ведущих мастеров изобразительного искусства Ленинграда. Писал портреты, пейзажи, жанровые картины, натюрморты. Среди произведений 1950-х — начала 1960-х годов картины «Шахматисты» (1951), «Цветы» (1956), «Ленинград. Аничков мост», «Асфальтировщики», «Девушка в лодке» (все 1959), «Натюрморт с палитрой», «Мужской портрет», «Портрет жены» (все 1960).
В 1957 году Альберти был принят в члены Ленинградского Союза художников. В 1958 женится на А. М. Шаранович (умерла в 1966 году). В 1960—1970-е годы неоднократно работал на творческой базе ленинградских художников в Старой Ладоге, в Домах творчества СХ РСФСР в Горячем Ключе, на озеро Сенеж. В 1970—1980-х годах участвовал в выставках современного советского искусства в Японии в галерее Гикоссо. В 1989—1992-х годах работы П. Ф. Альберти были представлены на выставках и аукционах русской живописи L' Ecole de Leningrad во Франции.
Живописную манеру художника отличает широкое письмо, яркий насыщенный колорит, энергичный раздельный мазок. Альберти часто использует корпусную кладку краски и сложную фактуру холста, что особенно характерно для поздних натюрмортов художника. Первостепенное значение придавал изучению натуры и натурному письму. В процессе работы над жанровыми композициями писал многочисленные натурные этюды, многие из которых имеют самостоятельную художественную ценность.
Если в 1950-е — начале 1960-х годов ведущим жанром для Альберти являлся портрет, то в дальнейшем художник чаще обращается к пейзажу и тематической картине. Среди картин, созданных им в этот период, «Пионеры», «Подруги», «Веранда» (все 1961), «Труд», «Дети» (1964), «Осинки» (1968), «Осень. Натюрморт» (1972), «Озеро» (1974), «Столярная мастерская» (1976).
С конца 1970-х Альберти особенно увлечённо работал в жанре натюрморта. Художник варьировал постановки, но чаще всего в них присутствуют любимые им пионы, сочная мякоть арбуза, мольберт с кистями и красками. Среди произведений этого периода «Натюрморт» (1977), «Натюрморт с дыней», «Пионы и вишня на подносе» (обе 1980), «Пионы» (1991), «Натюрморт с арбузом» (1992).
Скончался 7 октября 1994 года в Санкт-Петербурге на 81-м году жизни от острого инфаркта миокарда. Похоронен на Северном кладбище Санкт-Петербурга.
Произведения П. Ф. Альберти находятся в музеях и частных собраниях в России, Бельгии, Японии, Великобритании, США, Франции и других стран.

## Выставки
- 1951 год (Ленинград): Выставка произведений ленинградских художников 1951 года.
- 1956 год (Ленинград): Осенняя выставка произведений ленинградских художников 1956 года.
- 1960 год (Ленинград): Выставка произведений ленинградских художников 1960 года в залах ЛОСХ.
- 1960 год (Ленинград): Выставка произведений ленинградских художников 1960 года в Государственном Русском музее.
- 1961 год (Ленинград): Выставка произведений ленинградских художников 1961 года.
- 1962 год (Ленинград): Осенняя выставка произведений ленинградских художников 1962 года.
- 1964 год (Ленинград): «Ленинград». Зональная выставка произведений ленинградских художников 1964 года.
- 1965 год (Ленинград): Весенняя выставка произведений ленинградских художников 1965 года.
- 1968 год (Ленинград): Осенняя выставка произведений ленинградских художников 1968 года.
- 1971 год (Ленинград): Осенняя выставка произведений ленинградских художников 1971 года.
- 1977 год (Ленинград): Выставка произведений ленинградских художников — ветеранов Великой Отечественной войны.
- 1978 год (Ленинград): Выставка произведений ленинградских художников — ветеранов Великой Отечественной войны.
- 1978 год (Ленинград): Осенняя выставка произведений ленинградских художников 1978 года.
- 1979 год (Ленинград): Выставка произведений ленинградских художников — ветеранов Великой Отечественной войны.
- 1981 год (Ленинград): Выставка произведений ленинградских художников — ветеранов Великой Отечественной войны.
- 1987 год (Ленинград): Выставка произведений ленинградских художников — ветеранов Великой Отечественной войны.
- 1992 года (Париж): Выставка «Санкт-Петербургская школа».
- 1993 год (Санкт-Петербург): Выставка произведений ленинградских художников — участников Великой Отечественной войны.
- 1994 год (Санкт-Петербург): Выставка «Ленинградские художники. Живопись 1950—1980-х годов» в залах Петербургского Союза художников.
- 1994 год (Санкт-Петербург): Выставка «Этюд в творчестве ленинградских художников 1940—1980-х годов» в Мемориальном музее Н. А. Некрасова.
- 1995 год (Санкт-Петербург): Выставка «Лирика в произведениях художников военного поколения. Живопись. Графика» в Мемориальном музее Н. А. Некрасова.
- 1996 год (Санкт-Петербург): Выставка «Живопись 1940—1990-х годов. Ленинградская школа» в Мемориальном музее Н. А. Некрасова.
- 1997 год (Санкт-Петербург): Выставка «Натюрморт в живописи 1950—1990-х годов. Ленинградская школа» в Мемориальном музее Н. А. Некрасова.